# NGC 4001
NGC 4001 ist eine Spiralgalaxie vom Hubble-Typ Sbc im Sternbild Großer Bär am Nordsternhimmel. Sie ist schätzungsweise 632 Millionen Lichtjahre von der Milchstraße entfernt und hat einen Durchmesser von etwa 130.000 Lichtjahren. Gemeinsam mit NGC 4010 bildet sie das optische Galaxienpaar Holm 314
Die Typ-II-Supernova SN 2003ky wurde hier beobachtet.
Das Objekt wurde am 13. April 1852 von Bindon Blood Stoney, einem Assistenten von William Parsons, entdeckt.